# Судеб
Су́деб — деревня в Арзамасском районе Нижегородской области. Входит в состав Чернухинского сельсовета.. Располагается в 4 км от Красной Поляны. Деревня окружена лесами, где ведётся лесозаготовка. Есть озёра, улица не асфальтирована.

## Население
| 1999 | 2002 | 2010 |
| ---- | ---- | ---- |
| 94   | ↘67  | ↘28  |